# 西園寺禧子
西園寺 禧子（さいおんじ きし/さちこ）は、第96代天皇・後醍醐天皇の皇后（中宮）、のち皇太后。正式な名乗りは藤原 禧子（ふじわら の きし/さちこ）。女院号は初め持明院統（後の北朝）より礼成門院（れいせいもんいん）と称されるが、のちにそれは廃され、崩御後同日に建武政権（後の南朝）より後京極院（ごきょうごくいん）の院号を追贈された。皇女に伊勢神宮斎宮・光厳上皇妃の懽子内親王（宣政門院）がいる。
確実な生年は不明だが、幼名を「さいこく」と言い、嘉元3年（1305年）ごろには異母姉で亀山院（後醍醐の祖父）の寵姫である昭訓門院瑛子に仕えていたとみられる。正和2年（1313年）秋（7月 - 9月）ごろに皇太子尊治親王（のちの後醍醐天皇）によって密かに連れ出され、翌年正月に情事が露見して既成事実婚で皇太子妃となる。これは基本的に恋愛結婚とみられ、夫婦の熱愛ぶりは複数の資料に現れている。一方、皇太子として、尊治の求婚には政治的理由もあると考えられている。一つ目には代々関東申次（朝廷と鎌倉幕府との折衝役）を務める有力公家である西園寺家の息女との間に世継ぎをもうけることで、甥の邦良親王の系統に対し、自身の皇統存続を強固にすること。二つ目には、関東申次の権力を通じて、幕府との関係強化を図ったことなどが推測されている。『増鏡』によれば、尊治は心情的にも禧子を溺愛し、しかも年ごとに愛情を深めていったという。
尊治が後醍醐天皇として即位した翌年の元応元年8月7日（1319年9月21日）に中宮に冊立され、このころ勅撰歌人となる。皇子・皇女に恵まれない夫妻は、嘉暦元年（1326年）ごろからたびたび安産祈祷を行ったが、時には帝である後醍醐自身が禧子のため祈祷を実践した。元徳2年（1330年）には、後醍醐は腹心の僧の文観房弘真に依頼し、禧子に真言宗最高の神聖な灌頂（授位の儀式）である瑜祇灌頂を自身とお揃いで受けさせた。後醍醐の法服をまとった肖像画『絹本著色後醍醐天皇御像』は、この時の様子を描いたものである。こうして禧子は俗界と聖界の双方で同時に日本の頂点に立ったが、これほどの寵遇と地位を天皇から受けた女性は先例がない。しかし、ついに実子に恵まれず、元弘の乱（1331年 - 1333年）の時に患った病によって、建武の新政開始直後の元弘3年10月12日（1333年11月19日）に崩御した。後醍醐の嘆きは深く、臨済宗高僧の夢窓疎石を宮中に留めて供養を行わせた。
歌人としては『続千載和歌集』等4つの勅撰和歌集に計14首、准勅撰和歌集『新葉和歌集』に1首が入集し、その入集数は歴代皇后の中でも上位に数えられる。また、禧子の美貌を後醍醐はしばしば「月影」（古語で「月の光」）に喩えている。行動的・情熱的な逸話が多く、例えば、宮中の左近の桜の枝を部下に折らせる禁忌を犯して、わざと後醍醐に自分を捕らえさせた歌などが残る。夫婦仲の睦まじさは同時代から題材とされた。例えば、歴史物語『増鏡』（14世紀半ば）の巻第13「秋のみ山」の巻名は、「秋の深山」（西園寺家北山邸、のちの金閣寺）の「秋の宮」（中宮）、つまり禧子を指し、禧子を称賛する永福門院鏱子（禧子の長姉）と後醍醐の和歌から取られている。『増鏡』巻第16「久米のさら山」では、元弘の乱前半戦に敗北し意気消沈する夫に琵琶を届け、夫婦がともに得意とする和歌を贈り合う姿が描かれた。『徒然草』では皇后ながら有職故実（古代の朝廷儀礼）を気にかけない自由気ままな性格が記録されている。
軍記物語『太平記』（1370年頃完成）では、後醍醐の側室阿野廉子が傾城の悪女と設定された余波を受け、自身の上臈（高級女官）であった廉子に寵を奪われ、後醍醐から嫌悪された不遇の皇后であると描かれた。夫の後醍醐もまた、禧子の安産祈祷を装って幕府調伏の祈祷を行う冷酷な人物であるとされた。しかし、これらの『太平記』の記述は複数の点で他の資料と矛盾している。特に、安産祈祷が幕府調伏の偽装だったとする『太平記』説は、2000年代初頭まで広く信じられていたが、2010年代後半時点で日本史・仏教学・日本文学の各分野の研究者から否定的見解が提出されている。

## 経歴

### 幼少期
太政大臣西園寺実兼の三女として生まれる（『女院小伝』）。長兄は左大臣西園寺公衡、四兄は今出川家の初代である太政大臣今出川兼季。長姉は伏見天皇の中宮西園寺鏱子（永福門院）、次姉は亀山上皇の妃西園寺瑛子（昭訓門院）。実母は藤原惟孝の子孫の藤原孝泰の娘である従二位隆子（藤原孝子とも書かれる）で、同母兄には前記した今出川兼季の他、天台座主の性守と大僧正の道意がいる。
禧子の確実な生年は不明である。軍記物語『太平記』（1370年頃完成）は、禧子立后を数え16歳の時とし、ここから逆算すると嘉元2年（1304年）の生まれとなる。しかし、日本史研究者の森茂暁 によれば、『太平記』説を裏付ける史料はないという。次に述べるように、嘉元3年（1305年）時点で「〜子」型の名前が付いていない、つまり裳着（およそ数え12歳）より前と思われるため、逆算して少なくとも永仁3年（1295年）ごろ以降の生まれとも考えられる。
幼名はおそらく「さいこく」であり、嘉元3年（1305年）には姉の昭訓門院（西園寺瑛子）に仕えていたと推測される。その論拠として、嘉元3年（1305年）9月23日、亀山院（後醍醐の祖父）の所領に関する遺言として西園寺公衡（禧子の兄）が記録した『亀山院御凶事記』が挙げられる。亀山は寵姫である昭訓門院との間に生まれた恒明親王に多くの領地を引き継がせようとしたが、このとき昭訓門院の妹で女院に仕えていた「さいこく」という女性に「さぬきの国とみたの庄」（讃岐国富田荘、後の香川県さぬき市大川町富田中およびその周辺）ほか2つの荘を、1期分として譲ることが記されている。これは一代限りの領地であり、さいこくの没後は、甥の恒明に渡る約束となっていた。ところが、『竹内文平氏旧蔵文書』所収『昭慶門院領目録案』によれば、翌年の嘉元4年（1306年）6月12日、後宇多院（後醍醐の父）は父帝の遺命を履行しなかった。そして、遺領の莫大な荘園郡を亀山皇女で自身の異母妹である昭慶門院（憙子内親王）に譲与したので、富田荘もさいこくから取り上げられてしまったという。
同じく尊治親王（のちの後醍醐天皇）もまたこのころ、母の五辻忠子（談天門院）が亀山院の庇護を受けていた関係で、同母姉の奨子内親王（達智門院）と共に、亀山院の周辺で祖父から目を掛けられて育てられていた。

### 皇太子と密かに
『花園院宸記』正和3年（1314年）1月20日条によれば、正和2年（1313年）秋（7月 - 9月）ごろ、禧子は皇太子尊治親王（たかはるしんのう、のちの後醍醐天皇）によって、西園寺家から密かに連れ出された（「東宮、密かに盗み取る所なり」）。この事実は翌3年（1314年）1月初頭に発覚したが、既に禧子は妊娠5か月であったので、妃が後宮に入る参入の儀式を飛ばして、一飛びに着帯祝い（妊娠5か月時に安産祈願として腹帯を巻く儀式）をすることになった。この事件は、歴史物語の17巻本『増鏡』（14世紀半ば）の巻第13「秋のみ山」にも言及されており、時期は書かれていないが、「忍び盗み給ひて」と表現されている。前節で述べたように、このとき禧子が史実として何歳だったのか、確実には不明である。ただ、尊治は同時代を代表する『源氏物語』愛好家・研究者だった。
この出来事について、従来は「盗み取る」を「略奪」と表現していた（森茂暁の著書など）。しかし、古語における「盗む」には、「こっそりと〜する」「密かに〜する」という意味もある。したがって、同意を得ない唐突で略奪的な誘拐婚だったのか、あるいは秋より前からもともと禧子と忍んで関係があって同意を得た密かな駆け落ちだったのかは、「ぬすむ」という語からだけでは判別がつかない。日本文学分野の研究者の井上宗雄による『増鏡』の現代語訳では、「こっそりと連れ出されて」と中立的な表現に訳されている。また、この時代の皇族による「ぬすみ」婚については前例があり、後醍醐が唯一の人物という訳ではなかった。例えば、後醍醐の父である後宇多院もまた、後深草天皇皇女の姈子内親王（遊義門院）を「ぬすみ奉らせ給ひて」妃としている（『増鏡』巻第11「さしぐし」）。
足利尊氏の執奏による『新千載和歌集』には、二人が某年4月1日に忍び音と初音について詠んだという和歌が入集している。
    四月一日、郭公の鳴けるをよませ給ふける
忍び音も けふよりとこそ 待べきに 思ひもあへぬ 郭公かな（大意：ホトトギスは四月のある日から鳴き始めると言う。その風情のある忍び音（四月のホトトギスの鳴き声）を聞こうとして、「きっと今日からだ」と、本当は何日も待ちぼうけになるべきはずだったのが、思いがけず四月初日の今日に聞くことが出来て、幸運なことだ。それは幸先良いとも言えるのだが、あなたに忍び通うのは、「今日よりも他の日だ」と、本当は堂々と付き合えるようになるまでもっと待つべきはずだったのに、思いあまって今日あなたのところへ来てしまった。迷惑だったろうか？）—後醍醐院御製、『新千載和歌集』夏・194
    おなじくよませ給ふける
なきぬなり 卯月のけふの 時鳥 これやまことの 初音なるらむ（大意：ええ、不運にも、鳴いてしまいました。四月の今日の時鳥（ホトトギス）ですから、ただの初音（個人が初めて聞くホトトギスの鳴き声）ではなく、これこそ本当の初音（季節で初めてのホトトギスの鳴き声）なんでしょうね。それにしても、四月の今日この時、これが本当に初めての逢瀬でしたのに、もうホトトギスが鳴き始める早朝が来るなんて、夏の夜というのは、なんて短いのでしょうか。これから夜はもっと短くなってしまいますから、今日で良かったですよ）—後京極院、『新千載和歌集』夏・195
禧子と尊治の結婚理由として、比較的確実な資料が存在するのは、恋愛結婚であったということである。『増鏡』「秋のみ山」は、尊治の「わくかたなき御思ひ、年にそへてやんごとなうおはしつれば」云々と述べており、心情的に尊治は禧子に対し純粋に強い愛情を持っており、しかもそれは時を経るごとに深まっていったという。『増鏡』では全体として、夫婦仲は良好であったと描写されている。『太平記』研究者の兵藤裕己は、後に中宮となった禧子へ盛大な安産祈祷が実際に行われたことを示す鎌倉幕府の重鎮金沢貞顕の書状や、『太平記』のうち足利政権による政治的改変が入っていないと思われる箇所（巻第4等）に照らし合わせ、『増鏡』の二人の心情描写は事実であったろうとしている。
    忍恋をよませ給ふける
かよふべき 道さへ絶て 夏草の しげき人めを なげく比哉（大意：夏草が生い茂って、あの人のところに通う道が途絶えたところに、繁って煩わしい人目のせいで、あの人のところに通う方法までもが絶えてしまった。嘆くばかりのこのごろだ）—今上御製、『続千載和歌集』恋一・1078
    だいしらず
たのめつゝ 待夜むなしき うたゝねを しらでや鳥の 驚すらむ（大意：通ってきてくれると頼りにさせておきながら、来てくれないあの人を、ただ待つ夜はとてもむなしい。うたた寝をしていても、それを知らないのでしょうか、鶏の鳴き声ではっと目が覚めてしまいました。せっかく、小野小町になった気分で、恋しいあの人に夢で逢うことだけを頼みにしていたのに…）—中宮、『続千載和歌集』恋三・1324
無論、皇太子である以上、尊治（後醍醐）が禧子を皇太子妃に選んだ理由には、政治的理由もあると推測されている。その理由は、皇統継承権の強化である。俗に鎌倉時代は武士の時代と言われているが、これは誇張表現であり、実際には鎌倉幕府は朝廷と日本を二分する国のうちの一つの「封建国家」（佐藤進一説）、あるいは複数存在した強大な権門（特権組織）のうちの「軍事を司る権門」（黒田俊雄説）に過ぎず、朝廷もまだ強い実力と高度な法体系を確保していた。とりわけ後醍醐の父の後宇多天皇は「末代の英主」と称えられる賢帝だった。当時、天皇家は後宇多・後醍醐らの大覚寺統と、それに対立する持明院統という二つの皇統に分裂しており、幕府が仲裁者となっていた（両統迭立（りょうとうてつりつ））。ところが、後醍醐が尊治親王として皇太子だった当時、大覚寺統の中でさらに、正嫡である邦良親王（尊治の甥）と、それに次ぐ尊治の系統に分かれており、尊治が将来天皇位を退位した後は、基本的に邦良の系統に皇位を譲らなければならなかった。
ところで、禧子の西園寺家は代々、朝廷と鎌倉幕府の交渉役である関東申次（かんとうもうしつぎ）を世襲する家系であり、当主はしばしば太政大臣にまで登るなど、鎌倉時代には強い権勢を持つ公家だった。このような西園寺家との縁戚関係は、安定しない立場への強化となるのである。
いずれにせよ、後述するように、夫婦の間に強固な愛情があったことを物語る逸話は数多く、根底に強い恋愛感情があったのは確かである。
    顕恋をよませ給ふける
いつの間に 乱るゝ色の 見えつらん しのぶもぢずり ころもへずして（大意：いつの間にバレてしまったのだろうか？「しのぶもじずり」の衣の乱れ模様の色のように、私の忍び恋の乱れた色恋は。あれからまだそんなに頃も（時間も）経っていないはずなのだが…）—御製、『続後拾遺和歌集』恋一・672
    顕恋を
忍べばと 思ひなすにも なぐさみき いかにせよとて もれしうき名ぞ（大意：そう、忍んでいるから大丈夫だろう、と初めは思い込んでいたのだが、心の中でにやけていたのを周りに隠すことはできなかった。一体私にどうせよ、と自問自答したら余計焦ってしまって、例の騒動だ）—今上御製、『続千載和歌集』恋一・1139

### 恋の歌人
後醍醐との最初の子は皇女で、正和3年（1314年）6月13日の午の刻（正午ごろ）に無事生まれた（『花園天皇宸記』同日条）。しかし、この皇女はその後歴史上で言及がなく、誕生後間もなく早逝したと推測される。
その後、同年12月に再び懐妊。翌年の正和4年（1315年）4月には着帯の儀が行われ、西園寺実衡（年上の甥）が御帯を用意するなど、西園寺家から高い期待を掛けられていた（『公衡日記』同月条）。8月23日に常盤井殿（後醍醐の叔父の恒明親王の邸宅）へ移動し（『公衡日記』同日条）、そして、10月16日（西暦11月13日）には、皇女の懽子内親王（かんし/よしこないしんのう）が生まれた（『皇代暦』等）。
文保2年2月26日（1318年3月29日）、皇太子尊治親王が践祚し、後醍醐天皇となる。天皇の正室となった禧子は、同年4月20日に従三位を叙され、7月28日に女御宣下（『女院小伝』）。次いで翌元応元年8月7日（1319年9月21日）には中宮に冊立される（『女院小伝』）。
娘の懽子もまた、同じく元応元年（1319年）7月に数え5歳で内親王宣下を受けた（『女院小伝』）。やや後のことになるが、正中2年（1325年）8月16日には、数え11歳の懽子の裳着（成人の儀式）が、後三条天皇の延久年間以来約250年ぶりに清涼殿で行われるなど、高い扱いを受けた（『花園天皇宸記』同日条）。
『増鏡』「秋のみ山」によれば、禧子の父の西園寺実兼は、老後に娘が中宮となったのでとても喜んだという。森茂暁の推測によれば、娘が連れ出された当初は面食らったであろう実兼も、娘が手厚く扱われているのを見て気持ちがほぐれていき、やがて後醍醐に目をかけるようになったのではないかという。西園寺家は琵琶の帝師を家業の一つとしたので、後醍醐は禧子の父の実兼や同母兄の今出川兼季から琵琶を習った（『花園天皇宸記』元亨2年（1322年）9月10日条等）。
また、このころ後宇多上皇（後醍醐父）の命で編纂された『続千載和歌集』（1318年 - 1320年）に禧子の和歌が入集し、勅撰歌人となった。日本の歴史上、禧子の和歌は14首が勅撰集に入集したが（准勅撰を加えれば15首）、存命中に後宇多・後醍醐のもと編まれた2つの勅撰和歌集（『続千載和歌集』『続後拾遺和歌集』）にある8首のうち、75パーセントに当たる6首が「恋歌」の部に収録され、後醍醐との恋愛を詠んでいる。
又いつと しらぬもかなし 今はとて おき別つる 名残のみかは（大意：あなたとの次の逢瀬がいつになるのか、わからないのが本当に切ないです。またねと言って、起きて離れ離れになった後の寂しさの名残は、沖へ潮が引いた後に残るなごり（水たまり）のよう。これで最後なのでしょうか。いいえ、いつか潮がまた満ちるように、あなたならきっとまた私の心を満たしてくれるはず）—中宮、『続後拾遺和歌集』恋三・844

### 秋のみ山

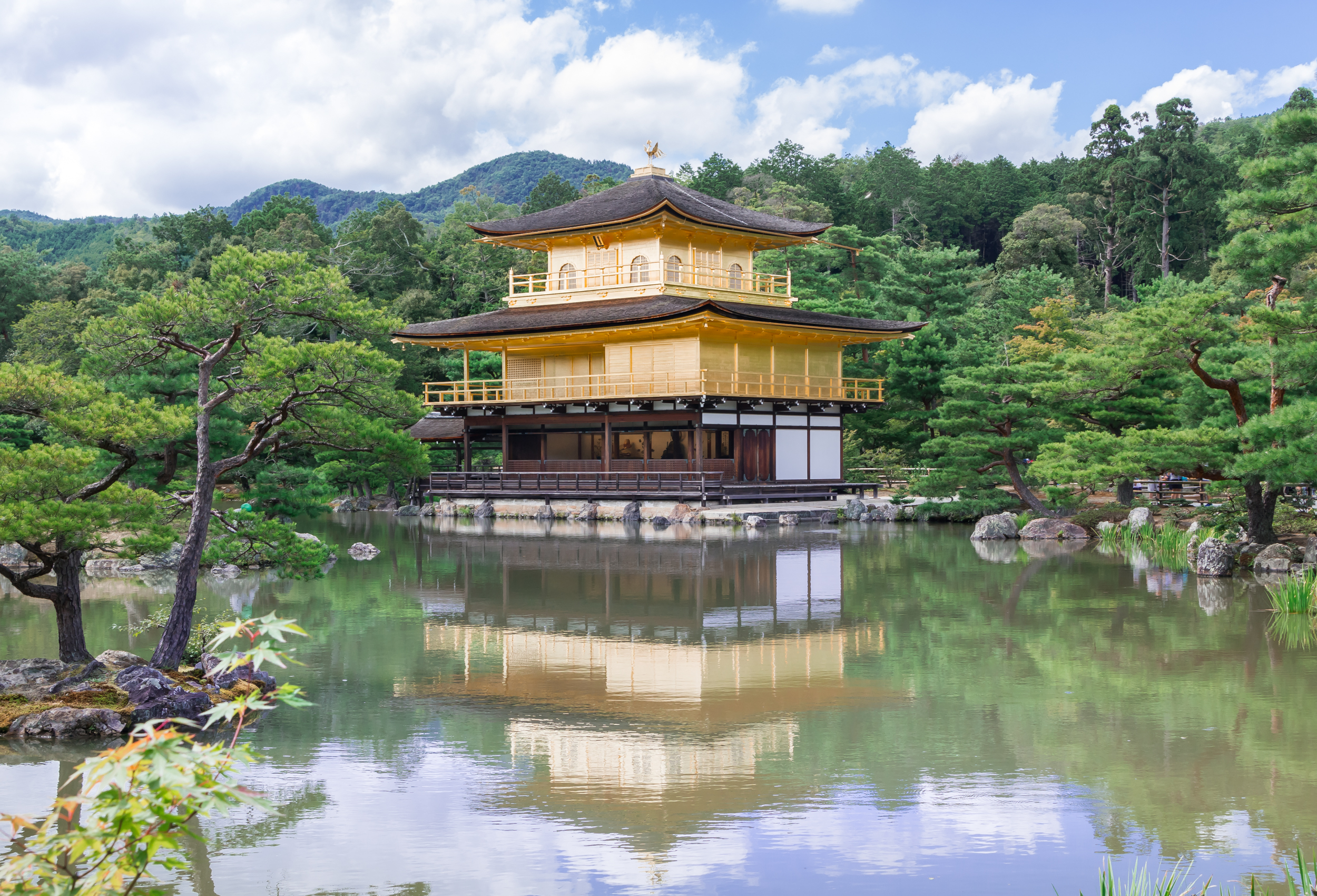
京都鹿苑寺（金閣寺）。金閣寺が創建される以前には、ここに西園寺家の邸宅である北山第があった。

中宮となった元応元年（1319年）の8月13日、禧子と後醍醐天皇は、西園寺家が領有する広大な邸宅である北山邸（後の京都市北区金閣寺）に行幸啓した。
歴史物語の17巻本『増鏡』（14世紀半ば）の巻第13「秋のみ山」によれば、翌々日の15日夜には、中秋の名月を賞する盛大な宴が催された。このとき、長姉の永福門院（西園寺鏱子）は妹の禧子が中宮に冊立されたことを喜び、禧子に宛てて、和歌を贈呈したという。
こよひしも 雲井の月も 光そふ 秋のみ山を 思ひこそやれ（大意：中秋の名月である今宵は、雲井（雲のたなびく大空）にある満月も、雲井（宮中、ここでは天皇・皇后の行幸啓）の満月のように晴れ晴れしい中宮陛下も、いっそう光輝いていらっしゃいます。秋の深山（北山邸）にいらっしゃる秋の宮（中宮陛下）のことを、とてもめでたいと思いやっております）—永福門院、『増鏡』「秋のみ山」
すると、夫の後醍醐は「まろ聞えん」（「わたくしが（代わりに）申し上げましょう」）と言って、禧子の代わりに返歌を詠んだ。
昔見し 秋のみ山の 月影を 思ひいでてや 思ひやるらん（大意：永福門院様もまたその昔、（伏見天皇の）秋の宮（中宮）でいらっしゃいましたね。中宮時代に秋の深山（北山邸）から御覧になった美しい月の光と、月の光のように美しい禧子のまだ幼い頃を思い出して、そのように思いやっておいでになるのでしょう）—後醍醐天皇、『増鏡』「秋のみ山」
このように、義姉への返答をしつつ、その中身は禧子の月影（月の光）のような美しさを称える歌で、機会さえあれば妻の自慢をするという後醍醐ののろけ話だった。この話は『増鏡』のハイライトの一つであり、「秋のみ山」という巻名自体が、上記の永福門院と後醍醐の和歌に登場する禧子を指す語から取られている。
これらの和歌と経緯は、勅撰和歌集である『続千載和歌集』の巻4「秋下」にも、第458歌と第459歌として見えている。

### 達智門院との親交
禧子は後醍醐天皇の同母姉の達智門院（奨子内親王、元・伊勢斎宮）とも親交があった。禧子の父の西園寺実兼は元亨元年（1321年）9月10日に薨去し、家宝である箏の一つを達智門院に遺していた。薨去後のいつか確実な時期は不明だが、そのときの禧子と達智門院の贈答の和歌が『新千載和歌集』に入集している。
    後西園寺入道前太政大臣申しおきて侍りける琴を、宣政門院いまだ一品の宮と申しける比たてまつらせ給ふべきよし達智門院へ申させ給ふとて
代々をへて すみにし山の 松の風 千とせの声や ゆづりおきけむ（大意：何代も住んできた山の松の風、その松風のような響きの箏の千年の音を、父は達智門院様へ譲りおいていたということです）—後京極院、『新千載和歌集』慶賀
    御返し
行く末を ゆづりおきける 松の風 つたへむ千世の こゑぞしらるる（大意：行く末を譲りおいていたという、松風の箏を受け継ぎましょう。かの名高い千世の音が聞こえてきます）—達智門院、『新千載和歌集』慶賀

### 御産祈祷
その後、『続群書類従』所収「御産御祈目録」によれば、嘉暦元年（1326年）6月から、禧子への安産祈祷が行われた。
『増鏡』「むら時雨」によれば、当時、後醍醐天皇は禧子との間に懽子内親王しか子がいないのに満足していなかったが、ついに懐妊の兆しが見えたので、盛大な安産祈祷を始めたという。禧子は出産のため甥である恒明親王の邸宅である常盤井殿に移った。出産予定日が近づくと公卿・殿上人や、大臣で禧子の同母兄の今出川兼季らがひっきりなしに押しかけた。後醍醐側近の聖尋や、禧子の同母兄の道意を始め、多くの高僧も修法を行った。世間は祝賀の雰囲気で一杯になった、という。
日本文学研究者の兵藤裕己は、夫婦の仲睦まじさは『増鏡』「秋のみ山」や『太平記』4巻など様々な書で讃えられており、盛大な祈祷も納得がゆくという。
一方、このタイミングで行われたことについては、日本史研究者の河内祥輔によれば、政治的意図なのではないかという。この3か月前の正中3年（1326年）3月、後醍醐にとって最大の政敵の一人ともいえる、大覚寺統正嫡で後醍醐の甥である皇太子邦良親王が薨去していた。これによって邦良派は大きな打撃を受けたため、ここで禧子から高貴な生母を持つ皇子が誕生すれば、後醍醐派が後継者争いで勝利する可能性が高くなるのである。いずれにせよ、前節（→達智門院との親交）で述べたように、禧子にはもともと後醍醐派とは親交があって、西園寺家の遺産によって後醍醐派の強化を図るなど、禧子個人でも能動的に動いており、政治目的であるとしても夫婦の共同作業だった。
ところが、引き続き『増鏡』「むら時雨」によれば、いつまで経っても禧子には子が生まれず、30か月以上経ってしまったので、常盤井殿から宮中へと帰った。産屋や新生児の乳母・侍女なども選定済みだったのに、全て意味がなくなったので、世間はがっくりときたという。祈祷の修法も大幅に削減された。同書「久米のさら山」によれば、このとき世間の人々から心ない笑いを浴びせかけられて、禧子は大きな精神的打撃を受けたという。後醍醐もまたそのことで心苦しくなったという。なぜこの時お産がなされなかったかについては、諸説ある。日本史研究者の保立道久は、近衛天皇中宮の藤原呈子の例を引き、想像妊娠だったのではないか、と推測している。一方、河内は、後醍醐が本来意図していたのは「安産祈祷」ではなく「懐妊祈祷」だったのが、周囲に誤解されてしまったのではないか、という推測をしている。
多くの僧が去っていった後でも、後醍醐天皇ただ一人は禧子のために帝自ら修法を続けていた。鎌倉幕府の元・執権の金沢貞顕が、おそらく元徳元年（1329年）10月中旬ごろに、息子の金沢貞将（六波羅南探題）に宛てて書いた書状には、以下のようにある。
一 中宮の御懐妊の事、実ならざる間、御り祈等止められ候へども、禁裏一所御坐の由、その聞こえ候ふ。実事に候ふか。承り存すべく候ふなり。

一 禁裏、聖天供とて□□御祈り候ふの由承り候ふ、不審に候ふそう。
第1項は、「中宮懐妊が事実ではなかったので、祈祷は取りやめになったが、禁裏一所（天皇陛下お一人）がまだ祈祷をしている」という噂が鎌倉に届いており、これは本当なのか教えて欲しい、と依頼している。第2項は、聖天供という修法を帝自ら行っているらしいが、これは不審である、と述べている。
仏教美術研究者の内田啓一の指摘を発展させた兵藤の説明では以下のようになる。後醍醐父の後宇多天皇は密教の修法を極めており、後醍醐も父に倣って深く通じていたため、一人で修法を行うことができるだけの力量はあったし、それはまた誰もが知る周知の事実であった。また、「聖天供」というのは、除災や招福、富貴や子宝（夫婦和合）を祈願して、当時の貴族社会で広く行われた普通の祈祷である。したがって、ここに現れているのは、妻を心配に想って父祖伝来の手法で無事を願う、一人の夫として自然な光景である。貞顕が不審とするのは、懐妊が事実でないならば、なぜ後醍醐一人が残っているのかという素朴な疑問であって、特に幕府調伏の祈祷などを疑っていた訳ではないと考えられる。
実際、同年12月の中旬もしくは下旬に書かれたと推測される書状では、貞顕の疑念は氷解しており、禧子と後醍醐を祝っている。
一 中宮又御懐妊候ふとて、十一月二十六日、京極殿へ行啓の由承り候ひ了んぬ。比興申すばかりも無き事に候ふか。御祈りの事、言語道断に候ふか。

一 禁裏御自ら護摩を御勤むるの由承り候ひ了んぬ。
貞顕は、禧子が今度こそ懐妊し、11月26日に京極殿（土御門殿）に移ったと聞いて、「比興申すばかりも無き」つまり「興あることこの上ない」と祝意を示し、祈祷は「言語道断」つまり古語で「言い尽くせないほど立派なものである」のだろうかと、素直に後醍醐・禧子夫妻の幸せを喜んでいる。
『新拾遺和歌集』には、これより数か月遡る嘉暦4年（1329年）某日（嘉暦4年は改元で8月29日までしかないのでそれ以前）、着帯の儀（妊娠5か月目に行う朝廷儀式）の翌日、朝餉の間（あさがれいのま、天皇が略式の食事を取る部屋）の几帳（薄絹を下げた間仕切り）に、葵が掛かっていたのを見て禧子が詠んだ歌が入集している。
    嘉暦四年、御着帯の後祭の日、あさがれゐの御き帳に葵のかゝりたりけるを御覧じてよませ給ける
わが袖に 神はゆるさぬ あふひ草 心のほかに かけて見る哉（大意：私の袖にあふひ草（葵草）をなんとなく掛けて見て思うのは――そう、『源氏物語』で、あふひ草を詠んだ和歌に、神にも許されない不義の罪を犯して子ができたことを、悔やむ一首がありましたね。私の場合は逆に、私に何か罪があって、それで、あの人との次の子にあふひ（会う日）を、神様がお許しにならないのだとばかり思っていました。でも、思いもよらず、今度こそ心にかけてあの人との次の子を育てられるのですね）—後京極院、『新拾遺和歌集』夏・203
だが、この年も禧子の御産はうまくいかなかった。新たな皇子・皇女が生まれたという記録はない。
なお、2000年代初頭までは、軍記物語『太平記』の物語に基づき、御産祈祷は幕府調伏の儀式の偽装であり、「聖天供」はいかがわしい呪術でそれを行った後醍醐は異形の天皇である、といった言説が行われることが主流だった。しかしその後2000年代から2010年代にかけて行われた議論により、こうした見方は2010年代後半時点でほぼ否定されている。詳細は#『太平記』を参照。

### 瑜祇灌頂

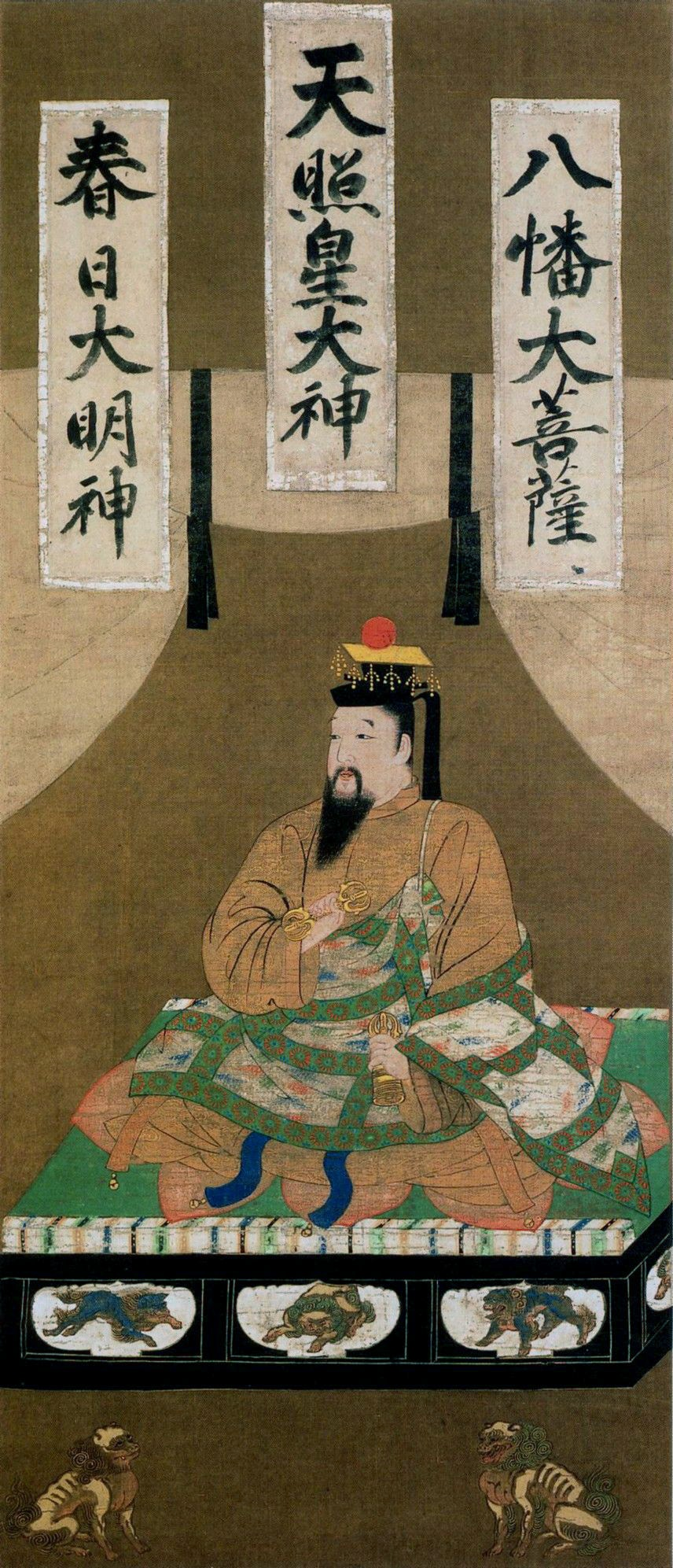
文観房弘真開眼『絹本著色後醍醐天皇御像』（重要文化財、清浄光寺蔵）。真言宗最高の儀式「瑜祇灌頂」を受けた図。後醍醐は正妃の禧子にもお揃いで同じ儀式を受けさせた。なお、この肖像は最晩年の姿がモデルで、実際の儀式当時の風貌はもっと若々しかったと考えられる（黒田日出男説）。

御産祈祷がうまくいかなかった後も、後醍醐から禧子への愛情は不動だった。
後醍醐天皇護持僧である文観房弘真の高弟の宝蓮が著した『瑜伽伝灯鈔』（正平20年/貞治4年（1365年））によれば、元徳2年（1330年）11月23日、後醍醐天皇は霊夢のお告げがあったとして、文観に命じ、禧子に灌頂（かんじょう）と瑜祇灌頂（ゆぎかんじょう）という儀式を受けさせている。
厳密には、原文では禧子ではなく「皇太后」と書かれており、禧子が皇太后となるのはこれより後の元弘3年（1333年）のことなので時期が合わないが、仏教美術研究者の内田啓一は、著者は過去遡及的に禧子を皇太后と書いたのであろうと推測している。霊夢を見たのが後醍醐なのか禧子なのかは、原文からは判別が付かない。
この瑜祇灌頂というのは、真言密教における究極最秘の神聖な儀式とされており、これを通過することは密教修行者にとっての事実上の最高到達点である。これより上は即身成仏しかない。この約1か月前の10月26日には、後醍醐自身が瑜祇灌頂を受けている。後醍醐の肖像画として最も著名な『絹本著色後醍醐天皇御像』（重要文化財、清浄光寺蔵）も、この瑜祇灌頂の時の様子を描いたものである。著者の宝蓮によれば、高僧が帝王とその正妃の両方に瑜祇灌頂を授ける事例は、三国（インド・中国・日本）のいずれの国においてもこれまで先例がなかったという。
内田の主張によれば、後醍醐天皇自身の密教修行に特に変わった点はないが、例外的に禧子へのこの寵遇は異例中の異例であるという。瑜祇灌頂については、確かに天皇が受けた先例がないのは事実ではあるが、別に後醍醐自身に関しては唐突にこの儀式を受けた訳ではなく、それに足るだけの密教修行者としての経験と実績は、それまでに着々と積んできている。しかし、禧子に関してはいきなり同日中に結縁灌頂・伝法灌頂・瑜祇灌頂という一連の流れを受けており、相当な強行手段である。ただ、当時の人間にとっては、「夢のお告げ」というのは現代人が思う以上に尊重されるものであり、ましてそれが天皇あるいは中宮の夢とあれば、文観も断ることが出来なかったのであろうと考えられる。
内田の推測によれば、夢のお告げという体裁にして、後醍醐はどうしても夫婦お揃いで同じ神聖儀式を受けたかったのだろうという。

### 元弘の乱勃発
元徳3年4月29日（1331年6月5日）、吉田定房の密告により後醍醐天皇と鎌倉幕府・北条得宗家の戦いである元弘の乱が勃発。
幕府から後醍醐への取り調べ続く中、同年8月20日、後醍醐と禧子の娘で伊勢神宮斎宮の懽子内親王が賀茂の河原で身を清め、野宮（ののみや）に入った（『増鏡』「久米のさら山」）。野宮というのは嵯峨野にある施設で、伊勢神宮斎宮の儀式に使われる場である。なお、懽子は前年の元徳2年（1330年）12月19日に斎宮に卜定（選定）されていた。この時期に野宮入りしたことについて、井上宗雄によれば、後醍醐としても挙兵前に娘の大事な儀式を完了しておきたかったのではないかという。
同じく『増鏡』「久米のさら山」によれば、8月24日、武力行使の計画を幕府に気付かれたことを知った後醍醐は、急を要する事態にもかかわらず、まずまっさきに禧子のもとに駆けつけて別れの挨拶を述べた。それから急ぎ宮中と京を出て笠置山へ向かい、戦の準備をした。後醍醐の宮中脱出の際には粗末な女房車が用いられたが（『増鏡』『太平記』）、『太平記』は特に禧子の北山第（西園寺家別荘）へのお忍び行啓に見せかけて武士の検問を逃れたと描いている 。その後、同日夜、幕将小田時知が内裏に入り捜索を開始したので、禧子は娘の懽子がいる野宮に逃れたという。

### 四つの緒

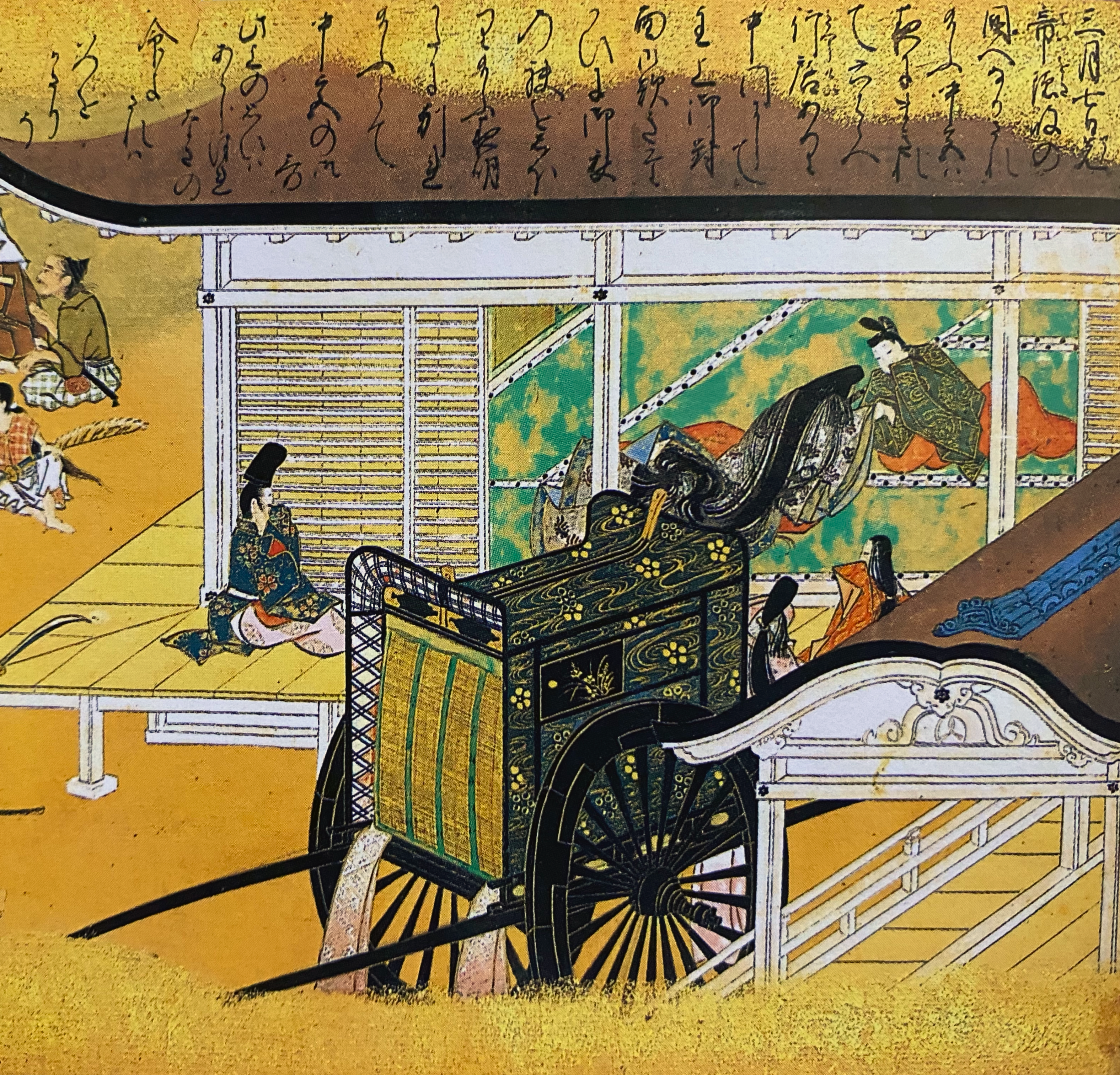
『太平記絵巻』（17世紀ごろ）第2巻「中宮御嘆事」。埼玉県立歴史と民俗の博物館所蔵。

『増鏡』「久米のさら山」によれば、元弘の乱の笠置山の戦いに敗北し幕府に捕らえられた後醍醐天皇は、年が明けて元弘2年/正慶元年（1332年）2月頃になってもまだ、六波羅に囚われており、意気消沈する日々を送っていた。このとき、禧子は夫の慰めにと、後醍醐がかつて愛用していた琵琶を宮中から届けると、紙片に歌を書いて琵琶に添えた。
思ひやれ 塵のみつもる 四つの緒に はらひもあへず かかる涙を（大意：思いやってください。塵ばかりが積もる四つの緒（四弦の琵琶）に、払いきることも出来ないほど、絶えず落ちかかる私の涙を。そのむかし隠岐に流された後鳥羽院のため、院の琵琶を塵一つなく手入れしていたら老いの涙がかかってしまった藤原孝道のように、私もあなたの帰りを待っている間に、きっとしわくちゃのおばあちゃんになってしまうでしょう）—中宮、『増鏡』「久米のさら山」（『新葉和歌集』雑下にほぼ同一歌）
これに対し、後醍醐も雨垂れのようにはらはらと涙をこぼし、歌を詠んだという。
涙ゆゑ 半ばの月は くもるとも なれて見しよの 影は忘れじ（大意：涙のために、その半ばの月（琵琶）と、半ばの月（満月）のようなあなたが曇って見える。けれども、あなたと逢って共に何度も観た夜の美しい月影（月の光）と、そのときの月影のように永久に美しいあなたの面影のことは、決して忘れはしない。どうかあなたは、いつまでも、月のように長く生きて欲しい）—後醍醐天皇御製、『新葉和歌集』雑下・1295（『太平記』流布本巻3「主上笠置を御没落の事」にほぼ同一歌）
かきたてし 音をたちはてて 君恋ふる 涙の玉の 緒とぞなりける（大意：確かにかつて私は琵琶をかき鳴らしたものだが、その音はもう絶ってしまった。私自身の音楽の楽しみよりも、あなたとの想いの方がずっと大切なのだから。その琵琶の緒（弦）は、あなたを恋しく想って流れるこの涙の玉を、首飾りとして連ねるための緒（紐）として使おう。『源氏物語』の大君は、自分の「玉の緒」（命）は涙の玉のように脆く儚いから緒を通せない、と言って、薫と永き契りを結ぶことを拒んだという。だが、私はたとえこれから刑や戦で死ぬかもしれない脆く短い命であったとしても、あなたがくれた緒を通して、あなたとの契りは――幾たび生まれ変わっても、永遠だ）—後醍醐天皇、『増鏡』「久米のさら山」
後醍醐天皇は琵琶の名手として著名であり、禧子の父である西園寺実兼や同母兄の今出川兼季に学び、その腕前は『増鏡』や、笙の名人であった将軍足利尊氏による弔文で絶賛されている。また、天皇家の神器である伝説の琵琶「玄象」（げんじょう）を初め、数多くの楽器の名物を所有していた。そうした天才音楽家としての名声や皇家累代の神宝、そして一国の皇帝たる自分自身の命よりも、禧子の存在と、禧子との永遠の契りの方が、はるかに尊い、と謳う歌である。

### 病がちになる
元弘2年/正慶元年（1332年）3月には後醍醐天皇が隠岐に流罪となった。
それに伴い、同年5月20日、禧子は新たに立てられた持明院統の光厳天皇より女院号を宣下されて「礼成門院」と称し、追って同年8月30日には出家した（『女院小伝』）。
禧子と直接の関係があるかは不明だが、元弘の乱では、西園寺家の家人（家来）である平野将監入道という武将が、後醍醐天皇勢力に付き、楠木正成の同僚として参戦した。平野は上赤坂城の戦いなどで活躍しており、後醍醐勢力勝利への要因の一つになっている。
『増鏡』「久米のさら山」によれば、禧子は後醍醐と離れ離れになったことを深く思い嘆いたという。礼成門院の院号宣下なども他人事のように聞き流して喜ばず、かつて作ったお産のための修法の壇なども壊してしまい、薬湯を呑むことさえ少なくなってしまった。隠岐にいる後醍醐から文が届くこともあったようだが、直に会えないのが心苦しかったという。こうして、心身ともに次第に体調を悪くしていったと描かれる。『太平記』でも病気説は取られており（ただし月日に錯誤がある）、日本史研究者の森茂暁も病が禧子の死の原因になったことについて断定的に記している。
    おほんさまかへさせ給て後、人の琴を引ければよませ給ける（訳：御出家姿になられて後、側仕えの者が箏を弾いていたので、お詠みになった歌）
人しれず 心をとめし 松風の 声をきくにも ぬるゝ袖哉（大意：出家姿になったのだから、この世への未練は絶ち切らないといけないはずなのですが、人知れず心を込めてあの人を待つところに、松風のような箏の音を聴き――よく琵琶を奏でていたあの人の声が思い出されて、思わず涙で袖が濡れてしまいました）—後京極院、『新千載和歌集』雑中・1895

### 崩御
元弘3年6月5日（1333年7月17日）、元弘の乱に勝利した後醍醐天皇が京都に凱旋し、建武の新政を開始した。禧子の持明院統側から与えられた院号である「礼成門院」は廃止された（『女院小伝』）。『増鏡』「月草の花」によれば、禧子は中宮に復帰し、6日夜に再び内裏へ入ったが、元弘の乱の時に患った病気はまだ癒えていなかったため、「五壇の修法」という息災の祈祷を始めたとされる。
同年7月11日（西暦8月21日）、皇太后宮宣下（『女院小伝』『皇代歴』）。翌12日、権大納言の三条実忠が皇太后宮大夫に、権中納言の徳大寺公清が皇太后宮権大夫に補任された（『公卿補任』）。「皇太后」というのは「皇后」よりさらに上位にある后位のことである。本来の令制では后位経験者かつ現天皇の母が登るものだったが、平安時代以降はこの制限は特に守られず、母でないものが皇太后になることもしばしばあった。このさらに上には「太皇太后」があるが、1202年に崩御した藤原多子を最後に太皇太后が宣下された例はないため、朝廷の女性にとって皇太后が事実上最高の地位だった。
同年9月13日夜、後醍醐は以下のような歌を詠んでいる。
    元弘三年九月十三夜三首歌講ぜられし時月前擣衣といふ事を
聞わびぬ 八月長月 ながき夜の 月の夜さむに 衣うつ声（大意：白居易は言った、八月九月の長い夜、寒々しい月夜に、砧で衣を打つ音を聞くのが心苦しい、と。なぜなら、どこかの家の妻が、戦に行って帰るかもわからない夫を待ちわび、すっかりやつれ果てた姿を思い起こさせるからだ、と。私は白居易よりも心苦しい。なぜならそれは、「どこかの家の妻」などではなく、まさに私の妻なのだから）—後醍醐天皇御製、『新葉和歌集』秋下・375（『新拾遺和歌集』秋下・508に同一歌）
その後、冬10月に入り、禧子の容態は急激に悪化したと見られる。詠まれた正確な時期や状況は不明だが、禧子の冬の歌がある。
吹はらふ 外山の嵐 音たてゝ 正木のかづら 今やちるらん（大意：秋、神楽歌を思い出し、人里近くの山に、神聖で永久なる「真拆の葛」が色付くのを見て、深山に降るあられに思いを馳せたのでした。今はもう、冬。嵐は、深山から近くの山に迫って吹き払い、音を立てて轟く。久遠の象徴のはずの真拆の葛も、散ってしまう。今このとき――）—後京極院、『新千載和歌集』冬・632
同年10月12日（西暦11月19日）、後醍醐天皇皇太后禧子、崩御。享年不明。同日「後京極院」の女院号を追贈される（『后宮略伝』『女院記』等）。
女院とは、女性にとって男性の上皇に相当する地位であるが、没日宣下は、亀山天皇皇后の洞院佶子（京極院）の先例はあるものの、当時まだ相当に珍しかった。後醍醐が、先例がほとんどないことをする危険を冒してまで、禧子に女院号を贈った理由は、「御存生之儀」、つまり「この世に生きていたから」という、きわめて単純明快な理由だった。
『夢窓国師年譜』によれば、後醍醐は臨済宗の高僧である夢窓疎石を宮中に留め、二七日（ふたなぬか、死後数え14日目）の法要を行わせたと伝えられる。後醍醐は禧子の供養のためしばらく政務を停止し、夢窓と仏法の問答を交わしたという。
禧子崩御後、同年12月7日には、後醍醐天皇の中宮として新たに、持明院統の後伏見天皇の第一皇女であり、母方で禧子と同じ西園寺家の血を引く、珣子内親王が立てられた（『女員次第』）。。同12月中、禧子との娘の懽子内親王は持明院統の光厳上皇に嫁いだ。
『結縁灌頂記』によれば、建武2年（1335年）1月12日、宣政門院（懽子）は母の三回忌として、三条実忠の邸宅で結縁灌頂（けちえんかんじょう、真言宗の一般信徒向けの儀式）を受けている。
その後の後醍醐の失政で建武政権は延元元年/建武3年（1336年）後半に崩壊し、南北朝時代が始まることになるが、この時期の後醍醐の治世を、中宮として共に歩んだ禧子の歴史的意義は大きい。
南北朝時代、後醍醐天皇が最晩年の心境を詠んだものとして、
    題しらず
うづもるゝ 身をば歎かず なべて世の くもるぞつらき 今朝のはつ雪（大意：今朝、初雪が降る――歌に名高い、吉野の宮の初雪が。あれは寂蓮法師の歌だったか、この身が雪の中にうずもれるように、私という存在もまた歴史の中にうずもれて、跡形もなく忘れ去られるのだろう。それは仕方がない。この曇り模様のように世界の全てが色褪せていく、ただそれこそがつらい）—後醍醐天皇御製、『新葉和歌集』雑上・1127
待なれし 跡はよそなる 山のおくに 身もうづもるゝ 庭の初雪（大意：「年月が経てば、このように憂いだけが多くなる。そのような世を気にもかけずに、荒れ果てた庭に降り積もる初雪よ」と詠んだ紫式部は、何と幸せな人だったのだろう。この私は、自分の庭ではなく、契りを交わしたあの人を待ち慣れた跡から、遠く離れた山奥の庭で、一人悲しく雪に身もうずもれているというのに）—後醍醐天皇御製、『新葉和歌集』雑上・1128
哀傷歌として、
    よし野ゝ行宮にてよませ給うてける御歌中に
あだにちる 花を思の 種として この世にとめぬ 心なりけり（大意：あの西行法師の歌に言うように、桜の花は観る人がどれだけ愛しく想っても、それを何とも思わず儚く散ってしまう、その心こそ桜が真に神々しい理由なのだろう。しかし一人残された私の心と言えば、儚く散ってしまった桜の花のようなあの人のことが思い悩みの種になって、ああ、この世が本当に物憂い）—後醍醐天皇御製、『新葉和歌集』哀傷・1332
生前、禧子が自身と後醍醐の来世のことを詠んだ和歌として、『続千載和歌集』恋二・1231がある。
まよふべき 後のうき身を 思にも つらき契は 此世のみかは（大意：迷うに違いない来世の悲しい身に思いを馳せてみると、あなたとのつらい契りは、この世だけのことではないのでしょうね。あの俊成の恋歌のように、身を焦がして燃え上がるような恋は、たとえ二人が生まれ変わっても、ずっと、続くのですから）—中宮、『続千載和歌集』恋二・1231

## 人物・逸話

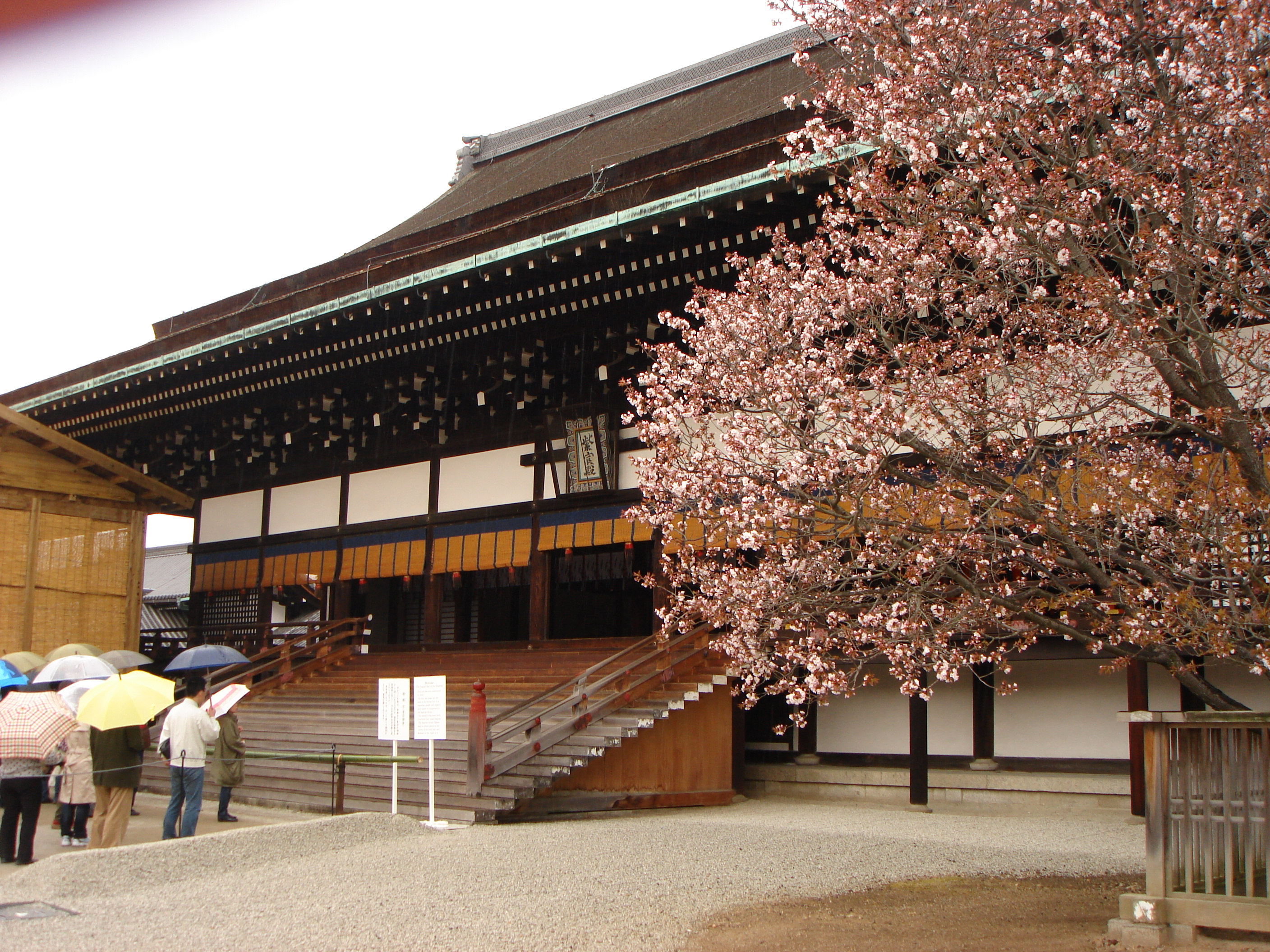
京都紫宸殿左近の桜。ある日、禧子は昼間から後醍醐と激しい逢瀬を重ねたくなった。そこで、禁忌を破って左近の桜の枝を部下に手折らせる悪戯をして、わざと後醍醐に自分を捕らえさせ、春の歌を詠んだ（『新千載和歌集』春下・116および117）。

### 性格・教養
西園寺禧子は、知性・教養・美貌・血統を全て兼ね備えた人であり、しかも既成概念にとらわれない大胆で行動的・情熱的な人物だった。
禧子は、俗語的に言えば、世界が自分を中心に回っていると確信している、お姫様型の性格だったと見られる。夫の後醍醐天皇を昼間から逢瀬に誘うためだけに宮中の桜の枝を折るという禁忌を犯したり（後述）、朝廷儀礼を無視して気ままに食べものを仕入れるなど（当時の信仰では朝廷儀礼を破ると天変地異が起こるとされていた）、たびたび型破りな行動に出ている。そもそも、鎌倉時代の西園寺家嫡流の娘は、外戚政治によって正嫡の天皇・上皇に正妃格として嫁ぐ血統であり（長姉西園寺鏱子（永福門院）は後伏見天皇中宮で、次姉昭訓門院は亀山上皇の寵姫）、天皇とはいえ嫡流ではない後醍醐よりも気位は高かったと考えられる。また、その気位に相応しい美貌について、後醍醐はしばしば月影（月の光）に喩えて礼賛している（『続千載和歌集』秋下・459、『新葉和歌集』雑下・1295）。
後醍醐もまた禧子に振り回されるのを好み、天皇の正妃という地位を考えても並外れた寵愛で禧子に尽くしていた。たとえば、夫妻はよく和歌を贈り合い、贈答歌は3組が勅撰・准勅和歌集に入集している。後醍醐は、帝王の楽器とされる琵琶の名手であるが、禧子の和歌（『新千載和歌集』雑中・1895）を見るに、たびたび禧子のためだけに弾くことがあったようである。また、妃が出産する時に行われる御産祈祷は、莫大な費用がかかるものであるが、後醍醐は皇太子時代から大金を投じて、天皇の中宮や上皇の女院に匹敵する規模で祈祷を行わせている（「御産御祈目録」）。鎌倉時代後期での、1回の御産に対する平均祈祷回数は、後醍醐から禧子へが33.3回、後伏見が24.2回、後深草が23回、亀山が20.3回と他の帝を大きく引き離しており、さらに阿闍梨（師僧）の資格を持つ後醍醐自身も祈祷を実践した（#御産祈祷）。この他、真言宗最高の神聖な儀式である「瑜祇灌頂」を受けさせたり（#瑜祇灌頂）、朝廷の女性にとって事実上最高の地位である皇太后宮に立てたりと、可能な限りのあらゆる最高の位を禧子に与えている。禧子崩御後にも、女院号（「後京極院」）の没日追贈という、先例がほとんどなかった栄誉で追悼した。
その一方で、禧子は歴代皇后の中でも、優れた知性と教養の持ち主の一人だった。後醍醐との交際から崩御までの20年間に禧子が詠んだ和歌のうち、勅撰和歌集に14首・准勅撰に1首が入集している。1年あたり0.75首の秀歌があったことになる。その教養は同時代の高級官僚の女性を上回るものだった。中宮の部下の中でも一二を争う地位の腹心である中宮宣旨には、実務面で有能かつ和歌にも巧みな女性が選ばれるのが通例である。事実、禧子の宣旨にも、二条派宗家出身の勅撰歌人である二条藤子が補任された。しかし、藤子は禧子よりも長命だったにもかかわらず、勅撰集への入集は計8首であり、それの2倍近くの秀歌を持つ禧子は、歌道家の女性を越えるほどの学才・歌才を身に付けていたことがわかる。
禧子の和歌や性格は、長姉で京極派の代表的歌人である永福門院鏱子とは対照的である。京極派は歌を心のまま自由に詠む派閥で、穏やかな性格の永福門院は、夫の伏見上皇への素直な愛を詠んだものが多い。永福門院は、たとえば『風雅和歌集』恋二・1130「そのままの 夢のなごりの さめぬまに 又おなじくは あひ見てしがな」（昨日の逢瀬のままの夢の名残が醒めない間に、今日も又同じくあなたに逢いたい）など、特に古歌への参照はなく、素朴に文字通りの意味で伏見への愛情を表現している。
純朴な姉に対し、禧子は積極的で情熱的だった。禧子の夫の後醍醐が奉じる二条派は教養を重んじる派閥で、後醍醐はとりわけ古風な趣を好み、古歌の研究によって歌道の本意を求めた。禧子が大胆なのは、古歌を歌詠みの上で模倣するだけではなく、自分自身が歴史上の主役になって、歌物語や古歌の内容を現実の行動に移すことである。
ある日、後醍醐が宮中の紫宸殿で左近の桜を鑑賞しているところに、禧子は部下を遣わして桜の枝を折らせた（歌は#春の桜花と秋の宮人）。当時、左近の桜を折る行為は、『古今著聞集』巻19の藤原定家が主人公の歌物語に見るように、大罪に当たる禁忌とされていた。禧子の破壊行為に驚いた後醍醐は、禧子を眼前に召し出して歌で理由を聞いた。禧子は返歌して、「手折らせたのは、皇后の私が桜を観たかったから（桜のようなあなたに逢いたかったから）」と答える。桜を手折る古歌は幾つかあるが、たとえば『万葉集』に「桜を手折り持って、あなたと千回逢瀬を重ねたい」というような内容のものがある。そもそも、王朝文化の貴族社会の常識として、逢瀬は男性の側から誘うものであり、「通う男」と「待つ女」の間で交わされるものだった。禧子は桜の枝を折って自分を強制的に後醍醐に呼び出させることで、形式上は後醍醐の側が誘ったことにして、事実上は自分の側から誘い、しかも昼間から逢瀬を遂げることを可能にしたのである。
同様に、元弘の乱では鎌倉幕府に囚われた後醍醐に夫愛用の琵琶を届け、涙ながらに歌を書いた紙片を添えた（#四つの緒）。これも、『古今著聞集』において、琵琶師の藤原孝道と後鳥羽上皇との間に類似の逸話が載る。100年以上前の古い物語を、行動と歌の両方で再現して哀しみを詠んだ禧子に対し、後醍醐も『源氏物語』を引用して返歌しており、二人の深い愛情と教養を見て取ることができる。
また、『太平記』巻4「中宮御歎の事」でも、後醍醐に隠岐国配流の判決が下ると、闇夜に紛れて夫の幽閉先に牛車で駆けつけ、夫と最後の一夜を共に過ごす姿が描かれる（#上陽白髪人）。こちらは、逸話そのものが実話かはどうかは不明だが、少なくとも『太平記』の初稿を著した人物（円観）は、禧子を行動的・情熱的な人物に描こうとしたことが察せられる。
後醍醐天皇が女性の政界進出に肯定的な人物であり、建武政権および南朝の政治運営でしばしば女官からの意見を取り入れたことは、（公家勢力の代表からの批判的な文脈ではあるものの）北畠顕家の『北畠顕家上奏文』（延元3年/暦応元年（1338年））によって知られる。2000年代・2010年代以降の研究では、後醍醐は鎌倉時代末期と建武政権でそれほど大きく統治手法を変えておらず、基本的に鎌倉時代に自身と鎌倉幕府が行ってきた政策の統合発展型であると言われている。仮にもし、政治分野における男女共同参画を推進する姿勢が、建武政権だけではなく鎌倉時代末期から続くものであったとしたら、世に「聖代」と称えられた鎌倉末期の後醍醐の治世には、知性を持つ皇后で、後醍醐最愛の女性である禧子からの貢献があったとも考えられる。

### 勅撰歌人
歌人としては、4つの勅撰和歌集に計14首が入集し、そのほか准勅撰和歌集の『新葉和歌集』にも1首が撰ばれている。
入集の内訳は、『続千載和歌集』春上・59、恋二・1231、恋三・1324、恋四・1499、恋四・1533、『続後拾遺和歌集』夏・233、恋一・653、恋三・844、『新千載和歌集』春下・117、夏・195、冬・632、雑中・1895、慶賀・2346、『新拾遺和歌集』夏・203。列挙してわかる通り、北朝（持明院統）主導による京極派の『風雅和歌集』には全く撰ばれていないが、後醍醐を敬愛した足利尊氏の執奏による二条派の『新千載和歌集』には5首も撰ばれている。

### 礼儀作法よりも雁の肉を食べたい
禧子は、兼好法師の随筆『徒然草』（14世紀前半）の第118段にも言及される。
禧子が中宮だった頃、父の西園寺実兼が禧子の御殿を訪ねた際、御湯殿上（おゆどののうえ、お湯を沸かす場で、女官の詰め所でもある）の黒御棚（女性が使う棚）の上に、調理の準備として雁の死体がそのままの姿で乗っているのを見たという。ところが、有職故実（古い朝廷儀礼）では、雉が最も品位の高い鳥とされ、雉以外の鳥を御湯殿上の黒御棚に調理前の姿で置くのは、厭わしいこととされていた。
びっくりした実兼は帰宅した後、いそいで娘の禧子へ手紙をしたため、こんな有様は見たことがありません、はしたないことです、しっかりした女官はいないのですか、と延々と禧子にお小言を食らわせたという。
実兼がここまで怒ったのは、当時の公家徳政という思想と関係がある。つまり、鎌倉時代当時、為政者が悪いことをすると天変地異が起こる、という思想が信じられていた（天人相関説）。そして、「悪いこと」とは、具体的に言えば、一つ目が訴訟問題の解決に失敗することで、二つ目が朝廷儀礼を疎かにすることだったのである。
この禧子の自由気ままな性格は、名著『建武年中行事』を著した有職故実学者で、理知的な性格の夫とは好対照である。たとえば、『徒然草』には皇太子尊治親王時代の後醍醐にかかわる話もあるが（第238段）、当時、尊治は堀川具親ら側近を総出してこれこれの漢文は『論語』のどこそこにあるのか、というのを調べさせており、兼好が該当箇所を具親に教えてあげると、具親は喜んで尊治に報告しに行ったという。後醍醐の和歌は、他人には思いやりをかける一方で、自身の境遇については陰鬱で翳りのあるものが多いが、禧子崩御後は一層その色彩が色濃くなり（→崩御）、ふさぎ込みがちな後醍醐にとって、明るく可憐な禧子の存在がいかに大切なものだったかがわかる。

### 春の桜花と秋の宮人
あるとき、後醍醐天皇が紫宸殿で桜（左近の桜）を鑑賞していた。ちょうどそのとき、殿上人で中宮職の職員である者が、禧子の命令で皇后宮からやってきて、桜の枝を一つ折るところを見てしまった。不審に思った後醍醐は、禧子を召し出して直に理由を聞いた。
    南殿の花御覧せさせ給うける折しも、きさいの宮の御方より殿上さぶらふをのこどもの中に、宮つかさなるして一枝おらせられけるを、御前にめして仰事ありける
九重の 雲ゐの春の 桜花 秋の宮人 いかでおるらむ（大意：九重（内裏）の雲井（宮中）で、九重の雲井（大きな雲の立つ大空）に向かって高く咲く春の桜花を、秋の宮人（皇后宮に仕える人）が、どうして折ったのだろうか）—後醍醐院御製、『新千載和歌集』春下・116
    御返し
たをらすは 秋の宮人 いかでかは 雲ゐの春の 花をみるべき（大意：手折らせたのは、秋の宮（皇后）である私が、宮中の春の桜のように愛しいあなたに、どうしても逢いたかったからですよ）—後京極院、『新千載和歌集』春下・117

## 家臣

### 中宮職
以下は、中務省に属し中宮についての事務を司った中宮職の職員。
- 中宮大夫（1319 - 1324）：西園寺実衡（1264 - 1315） - 禧子の年上の甥
- 中宮大夫（1324 - 1327）：花山院師賢（文貞公、1301 - 1332）
- 中宮大夫（1328 - 1333）：三条実忠（1304 - 1347）
- 中宮権大夫（1319 - 1324）：花山院師賢
- 中宮権大夫（1326 - 1333）：徳大寺公清（1312 - 1360） - 『太平記』では、後醍醐第一皇子尊良親王と御匣殿の恋愛伝説に、公清をモデルとしたと思われる人物が登場

元弘3年（1333年）の建武政権に短期間置かれた皇太后宮職では、三条実忠と徳大寺公清が続投した。

### 宮の女房
天皇に仕える「上の女房」に対し、正妃である中宮に仕える女官を「宮の女房」と言い、中宮宣旨・中宮御匣殿・中宮内侍の三役がその最高幹部である。これら三役は形式上は朝廷から補任される正式な官職であるが、実態は中宮の実家の私的女房であり、立后前から中宮個人の側近だった部下のうち3名の腹心が特に抜擢されたものである。
- 中宮宣旨：二条藤子[114]（1300以前 - 1351）
  - 近世まで歌壇を支配した二条派当主の二条為定の妹で、二条派の歌人[114]。また、後醍醐天皇の側室でもあり、懐良親王（日本国王良懐）をもうけた[114]。
  - 中宮宣旨とは、「宮の女房」の顔であり、他部署との渉外役や、中宮の非常事態における代理の総指揮など高い職責を有した[93]。和歌にも優れ、主君の代詠もこなすことが多い[115]。三役の中で最も中宮への忠誠心が高い人物である場合がほとんどである[116]。本来の「宮の女房」の筆頭だが、11世紀末時点では中宮御匣殿が序列第一位に進み、中宮宣旨は第二位に落ちたとも言われる[117]。鎌倉時代後期での序列は不明。
  - 禧子の三人の腹心のうちの筆頭（あるいは第二位）であるはずだが、三人で唯一、軍記物語『太平記』には登場しない。
- 中宮御匣殿：御匣殿[118]（? - 1331以前）
  - 右大臣西園寺公顕の五女で、禧子の姪に当たる。また、後醍醐天皇第一皇子の尊良親王の妻で、男子1人をもうけた[119]。
  - 御匣殿は裁縫などを司る部署およびその別当（長官）のこと[120]。特に中宮に置かれる中宮御匣殿は、実務面で「宮の女房」を統率する場合が多い[121]。
  - 『太平記』では、尊良との恋愛伝説が描かれる[122]。
- 中宮内侍：阿野廉子[123]（1301 - 1359）
  - 公卿阿野実廉の実妹で、有職故実学の大家である洞院公賢の養女。後醍醐天皇の側室でもあり、祥子内親王（最後の伊勢神宮斎宮）や後村上天皇ら5人の子をもうけた。官僚・政治家として高い手腕を持ち、最晩年、新待賢門院の女院号を得た正平6年/観応2年（1352年）以降の3年ほどは、「新待賢門院令旨」を発して南朝の国政に表から直接関わるほどだった[124]。
  - 中宮内侍は、「宮の女房」の序列第三位で[125]、奏請・宣伝（命令の取次）や宮中の礼式の雑務などを統括する[126]。
  - 『太平記』では、後醍醐の寵愛を主君の禧子から奪ったり、佞言で政敵を排除しようとしたりするなど、傾国の悪女として描かれ、作中で最も存在感のある女性に描かれている。しかし、邪悪な人物とするのは事実ではなく、玄恵らによる『太平記』原本への改竄とする説もある（#『太平記』）。

上記の通り、幹部全員が後醍醐天皇もしくはその皇子と関係を持っている。通例、天皇は自分に直属する「上の女房」の幹部である典侍や掌侍を側室とする場合が多いのに、なぜ後醍醐が自分の部下ではなく、禧子の部下である「宮の女房」の幹部を側室にしたのかは不明である。ただ、実在が確実な皇子女の生年を見る限り、後醍醐は皇太子時代に禧子と出会ってから即位までは禧子一筋で側室を置かず、即位後も禧子崩御までは上記の藤子と廉子の2人以外に側室を持たなかったと見られる（後醍醐天皇#后妃・皇子女）。後醍醐は側室の選び方は奇異だが、側室の数で言えば当時の天皇としては少ない方のようである。なお、後醍醐は側室だからといって蔑ろにした訳ではなく、遅くとも元徳3年（1331年）の元弘の乱開始までには、藤子と廉子に従三位、つまり正規の后でいう女御（中宮の次位の后）に相当する手厚い地位を与えた。

## 『太平記』

### 上陽白髪人
南朝の後村上天皇と対立する北朝で書かれた軍記物語『太平記』（1370年頃完成）は、後村上の生母で後醍醐天皇の側室の一人であった阿野廉子を「傾城傾国」の稀代の悪女として描いている。そして、廉子悪女化の影響として、禧子は廉子に寵を奪われた不遇の妃として描かれた。
- 流布本巻1「立后の事附三位殿御局の事」によれば、文保2年（1318年）8月3日、禧子は齢二八（数え16歳）で皇后に立てられ、弘徽殿に入内した[128]。『太平記』作者は、西園寺家は鎌倉幕府との繋がりが深かったため、後醍醐天皇は幕府からの評判を高めようと、政治的意図のみで禧子を皇后に迎えたのだろうと推測している[128]。ところが、禧子は心情的には後醍醐から嫌われ、一度も床を共にすることはなかった（「一生空しく玉顔に近かせ給はず」）と描かれる[128]。
  - しかし、実際には禧子は後醍醐との間に少なくとも懽子内親王という皇女をもうけており、「一生空しく玉顔に近かせ給はず」とするのは史実に反している[3]。
- 次に、後醍醐の寵愛は禧子に仕えていた阿野廉子という妖艶な女官に注がれた[128]。廉子は皇后に准ずる准三后の地位を与えられ、禧子を差し置いて正規の皇后であるかのように見なされた、という[128]。
  - しかし、実際に阿野廉子が准三后となったのは、禧子が崩御して1年以上経った建武2年（1335年）4月である[124]。
- 流布本巻1「中宮御産御祈の事附俊基偽籠居の事」では、後醍醐天皇は禧子の安産祈祷と称し、それに偽装して幕府調伏の儀式を行う冷酷な人間として描かれる[129]。
  - これについての議論は次節。

なお、禧子の「不遇」を表現する「一生空しく玉顔に近かせ給はず（中略）蕭々たる暗雨の窓を打つ声」という文章は、唐の大詩人である白居易の漢詩「上陽白髪人」（『白氏文集』巻3所収）の文詞を使ったものである。
ところが、実は巻3および巻4では、禧子と後醍醐は仲睦まじい夫婦として描かれており、『太平記』内部ですら物語や人物設定に自己矛盾を起こしている。
- 流布本巻3「主上笠置を御没落の事」では、元徳3年（1331年）10月8日の時点で、禧子が幕府に囚われた後醍醐に愛用の琵琶を届け、和歌を贈り合う場面が描かれる[62]（→四つの緒）。
- 流布本巻4「中宮御歎の事」では、元弘2年/正慶元年（1332年）3月7日、後醍醐の隠岐国配流が決まったと聞くと、禧子は夜に紛れて牛車で六波羅の御所に駆けつけた[102]。二人は夜もすがら語り明かしたが、朝が来てしまったので、禧子は涙ながらに「このうへに 思ひはあらじ つれなさの 命よされば いつをかぎりぞ」の歌を詠んで去ったという[102]。

このような矛盾が生じた理由として、『太平記』研究者の兵藤裕己は、1つ目には作者が白居易の「上陽白髪人」を使って文学的効果を高めようとしたこと、2つ目には巻1は全体的に室町幕府からの政治的改変があると推測されることを挙げる（詳細は後述）。そして、1巻より後の、後醍醐と禧子の夫婦仲は円満であるという描写の方が、歴史的事実に近いであろうとしている。

### 御産祈祷は幕府調伏の隠れ蓑か否か

#### 内容
『太平記』流布本巻1「中宮御産御祈の事附俊基偽籠居の事」によれば、元亨2年（1322年）春ごろ、後醍醐天皇は慧鎮房円観や文観房弘真らの僧侶を集め、中宮禧子への安産の祈祷をさせた。ところが、3年間、禧子に出産の気配はなかった。これは、安産祈祷という口実で、実は関東調伏（鎌倉幕府打倒の呪詛）の儀式を行っていたのだという。後醍醐は討幕計画が露見することを恐れ、日野資朝・日野俊基・四条隆資・花山院師賢・平成輔ら少数の気鋭の側近のみと謀議し、これに軍事力として武士の足助重成や南都北嶺（興福寺・延暦寺）の僧兵らが加わった。俊基は半年ばかりの間、籠居と称して出仕を止め、山伏の姿に身をやつして諸国を行脚し、当時の世相を実見し、さらに城郭として使えそうな要地を探した。こうした延長で行われたのが、元亨4年9月19日（1324年10月7日）の正中元年事件いわゆる正中の変である、と『太平記』は物語る（「頼員回忠の事」）。
その後、岡見正雄校注『太平記（1）』（角川文庫、1975年）と百瀬今朝雄の「元徳元年の「中宮御懐妊」」（1985年、『金沢文庫研究』第274号）などによって、実際の御産御祈は、正中元年事件の「後」の、嘉暦元年（1326年）以後であることが判明した。そのため、安産祈祷は少なくとも正中元年事件とは関わりがないことが実証された。
しかしその一方で、百瀬らは、安産祈祷が実は幕府調伏の隠れ蓑であるという『太平記』史観は踏襲した。

#### 日本史での反論
安産祈祷が幕府調伏の隠れ蓑であるという『太平記』説に対し、2007年、日本史研究者の河内祥輔は異議を唱えた。
皇位継承において、旧説では後醍醐天皇が「一代の主」（子孫が皇位につくことを許されない天皇）というきわめて弱い立場にあったとされるが、河内は「一代の主」説は政敵である持明院統由来の文書にしか見られないことを指摘した。そして、後醍醐父の後宇多院による「徳治三年後宇多処分状」を素直に読む限り、後醍醐は実際には大覚寺統の「准直系」程度の待遇は許されていたのではないか、と主張している。しかしそうはいっても、大覚寺統正嫡である甥の皇太子邦良親王の系統に比べれば、相対的に皇位継承で弱い立場だった。
正中3年（1326年）3月、後醍醐の最大の政敵の一人ともいえる皇太子の邦良が薨去し、7月には後任の皇太子として持明院統の量仁親王（のちの光厳天皇）が立てられた。これによって邦良派は大きな打撃を受けたため、後醍醐の子孫から天皇を出すことができる目算が以前よりも大きくなってきた。
それまでの後醍醐の皇子たちは母方の血統的に、直系を担うには難しい者たちばかりであった。しかし、ここにもし実力者である西園寺実兼の娘である禧子との間に皇子が誕生すれば、邦良派に替わることができる強力な皇嗣となるのではないか、と考えたのであろうという。このようにして見れば、禧子の出産自体が強力な政治的カードなのだから、『太平記』説のような幕府調伏ではなく、本当に御産祈祷であると考える方が自然である。
事実、禧子への祈祷は邦良薨去の3か月後から始まっており、4年間も続いてる。河内の推測によれば、これは「安産祈祷」というよりは「懐妊祈祷」なのではないかという。しかし、結果から見れば祈祷は功を奏すことなく、しかも幕府から調伏の儀式の疑いを誤解でかけられてかえって首を絞めてしまったのではないか、という。
なお、河内はいわゆる「正中の変」で後醍醐は公式判決通り本当に冤罪であり、その時点で倒幕計画は立てていなかったという主張をしている。これと御産祈祷が本当に御産祈祷だったという説を合わせ、後醍醐天皇は、元弘の乱の前年である元徳2年（1330年）ごろまで、倒幕は考えていなかったのではないか、としている。
以上の河内説は、2010年代後半に入り、亀田俊和が大枠で積極的に支持しており、呉座勇一も旧説よりも正しい可能性は相当に高いとしている。

#### 仏教学での反論
河内祥輔とは独立に、2010年に、仏教学的知識から『太平記』説および日本史研究者の百瀬今朝雄の説へ反論を行ったのが仏教美術研究者の内田啓一である。
百瀬は、『金沢文庫文書』所収の金沢貞顕（元・鎌倉幕府執権）の書状（元徳元年（1329年）10月頃）（→御産祈祷）に、後醍醐天皇が聖天供という儀式を行っていると報告されていることを、『太平記』説の補強として用いた。百瀬は、『金剛寺文書』所収の享禄5年（1532年）の願文を引き、「大聖歓喜天浴油供一七ヶ日　右、悪人悪行速疾退散し、障難をなすもの微塵に摧破し、寺院安穏、仏法隆盛せんがため」云々とあるのを根拠に、聖天供というのは幕府を調伏（呪って破壊する）ための儀式であると推測した。
しかし、仏教美術を専門とする内田によれば、聖天供は仏教的にはあくまで息災法の修法であるという。「怨敵退散」云々というのは、仏教の息災法ではほぼ常套句であり、そこに戦闘的な意味を見出すことは難しい。もちろん、聖天供と偽って後醍醐が別の儀式をした可能性も考えられないでもないが、少なくとも聖天供というのが正しいと仮定する限りにおいては、とても幕府調伏の儀式であるとは思いにくいという。
同じく12月頃の貞顕書状では、後醍醐が実際に自ら護摩（火を使う仏教儀式）をしていることを確認し、祈祷について「言語道断」であるとある。百瀬はこれを、後醍醐が幕府調伏の修法を行っていたことについて、貞顕が激怒したのであろうと解釈した。しかし、内田は原文には護摩が息災法なのか調伏法なのかは書かれていないことを指摘し、これが本当に調伏の儀式でそれが貞顕に露見したのだったのだとしたら、元弘の乱（1331年 - 1333年）を鎌倉幕府が仕掛けるまで1年以上もかかっており、あまりに気長すぎるのではないか、と疑問を示した。そもそも元弘の乱の直接契機になったのは、後醍醐の側近の吉田定房による密告であって、特にこの貞顕の書状とは関係がないことも、後醍醐の祈祷が幕府調伏の隠れ蓑だったとする説への疑問になる。
また、百瀬論文は、「冥道供」や「七仏薬師法」といった密教修法が幕府調伏に用いられたと主張している。しかし、内田によれば、これらは密教は密教でも台密（天台宗の密教）の修法であり、後醍醐の腹心の密教僧は真言宗の文観房弘真なので、それらの儀式が用いられたとは考えにくいという。

#### 日本文学での反論
2018年には、『太平記』研究者の兵藤裕己が、前節の内田啓一説を継承し、さらに古語の知識や『太平記』の成立過程を交えて、御産祈祷における『太平記』説を批判した。
これより前の1986年、日本史研究者の網野善彦は、後醍醐天皇は「異形の王権」を体現する「ヒットラーの如き」異常な独裁者であると見なした。また、後醍醐が儀式に使ったという聖天供の像について、象頭人身の男女が抱き合っているという見た目から、後醍醐は性的儀式を信奉していたと結論づけ、後醍醐の「異形の天皇」ぶりを象徴する逸話であると主張した。後醍醐側近の僧侶である文観房弘真についても、「異形の僧正」である妖僧と主張した。
しかし、兵藤は内田の研究成果を援用し、後醍醐天皇の密教への傾倒は父である後宇多天皇を引き継いでいることを指摘し（たとえば『後宇多天皇宸翰御手印遺告』）、「異形」どころかむしろ逆に、皇統の伝統を受け継いでいると主張した。これは、金沢貞顕の元徳元年（1329年）12月頃の書状で、後醍醐が一人で祈祷を行っていることが、祈祷の実行能力そのものについては特に驚かれていないことからも実証される、とした。
また「聖天供」が言及された貞顕の10月の書状については、内田の研究に則って聖天供は除災や招福、富貴や子宝（即物的なものではなく幅広く夫婦和合という意味での）といった息災法を祈願するものであるとして、百瀬今朝雄の幕府調伏説や、網野の性的儀礼説には根拠がないことを指摘した。さらに、兵藤は仮にもし息災法ではなく調伏の祈祷が行われていたのだとしても、安産を阻害するもののけ（怨霊）の調伏を行うための祈祷は、『紫式部日記』『栄花物語』『源氏物語』『平家物語』など多くの作品に現れており、それを倒幕に結びつけることはできない、と非倒幕説を補強した。文観妖僧説についても、敵対派閥からの中傷を起源として後世に広まった虚像でしかない、という。
また、百瀬論文の倒幕説では、二通の貞顕書状の文言のうち、1通目の「中宮御懐妊の事、実ならざる」が「中宮の妊娠は調伏に偽装した不実のことである」と、2通目の「御祈りの事、言語道断に候ふか」が「幕府調伏の祈祷はとんでもない不届きなことである」と解釈されている。しかし、内田によれば、『太平記』を外して読めば、「実ならざる」は単に前回の懐妊の噂が真ではなかったという以上の深い意味はないし、「言語道断」に至っては、現代語の言語道断の意味は当時では稀にしかない用法であり、この時代では「言いようもないほど立派である」という意味が主である。したがって、百瀬説とは逆に、2通目の書状は、（今回の懐妊の噂は本当のようであるから）「さぞや盛大な祈祷が行われているのだろうなあ」という貞顕から後醍醐・禧子夫婦への祝意と解釈するのが自然である、という。
このような歴史的事実と反することが『太平記』で描かれた理由として、兵藤は、二つの理由を挙げる。
一つ目は、文学的効果を狙ったものであり、唐の大詩人である白居易の漢詩「上陽白髪人」を下敷きにして、廉子を唐の玄宗皇帝の寵姫で傾城の美女である楊貴妃に、禧子を楊貴妃の嫉妬から玄宗皇帝との関わりを邪魔された上陽白髪の人になぞらえて物語を作ったものであろうという。
二つ目は、『太平記』の成立過程と政治問題に関わることである。今川了俊の『難太平記』によれば、法勝寺の円観が『太平記』の原型を、将軍足利尊氏の弟で当時の事実上の室町幕府最高権力者の足利直義に提出し、直義がそれを玄恵に見せたところ、不適切な箇所が多々あるとして、「書き入れ（加筆）」と「切り出し（削除）」が行われたという。現存する『太平記』テキストのうち巻第1・第12・第13は、建武政権批判が色濃い上に、他の巻と人物像や設定が一致しないため、兵藤によれば、このとき足利政権周辺で意図的に加筆・改訂されたのではないかという。